# Station Lokeren
Station Lokeren is een spoorwegstation langs spoorlijn 59 (Antwerpen - Gent) in de stad Lokeren. In 1856 volgde via spoorlijn 57 de verbinding met Aalst en in 1867 werd spoorlijn 77A geopend naar Moerbeke. In 1971 werd spoorlijn 77A gesloten en opgebroken en op 29 mei 1976 werd de spoorlijn 57 onderbroken maar op 28 april 1981 weer hersteld, enkel tot Dendermonde.

## Geschiedenis

### 1847 - 1945
Onder sterke druk van de toenmalige burgemeester Roels-Dammekens werd een station in een vrij sobere neo-klassieke stijl gebouwd, dat op 9 augustus 1847 werd geopend. In eerste instantie was het station bedoeld om de spoorlijn 59 te bedienen. In 1856 werd een tweede spoorlijn, spoorlijn 57 of de "Dender et Waes", aan Lokeren toegevoegd. Dit kreeg een afzonderlijk station, genaamd naar de spoorlijn zelf: station Dender & Waas, op slechts 50 meter afstand van station Lokeren. Het duurde echter niet lang voordat beide spoorlijnen met elkaar werden verbonden, waardoor treinen uit Aalst en Dendermonde ook konden stoppen in station Lokeren. Het andere station werd voornamelijk gebruikt als goederenstation en werd gezien als één geheel met het spoorwegstation, hoewel beide stations volledig autonoom waren. Ze werkten echter nauw samen.
Op 25 maart 1867 bereikte een derde spoorlijn het station, spoorlijn 77A uit Moerbeke en Zelzate. Deze lijn kreeg ten noorden van het station een aparte sporenbundel voor het goederenvervoer tussen Lokeren en Moerbeke.

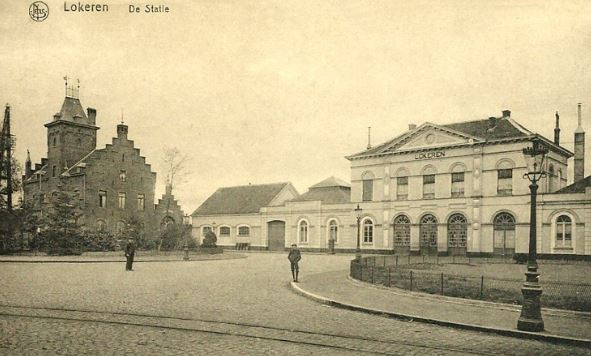
Station Lokeren (rechts) en station Dender & Waas (links)
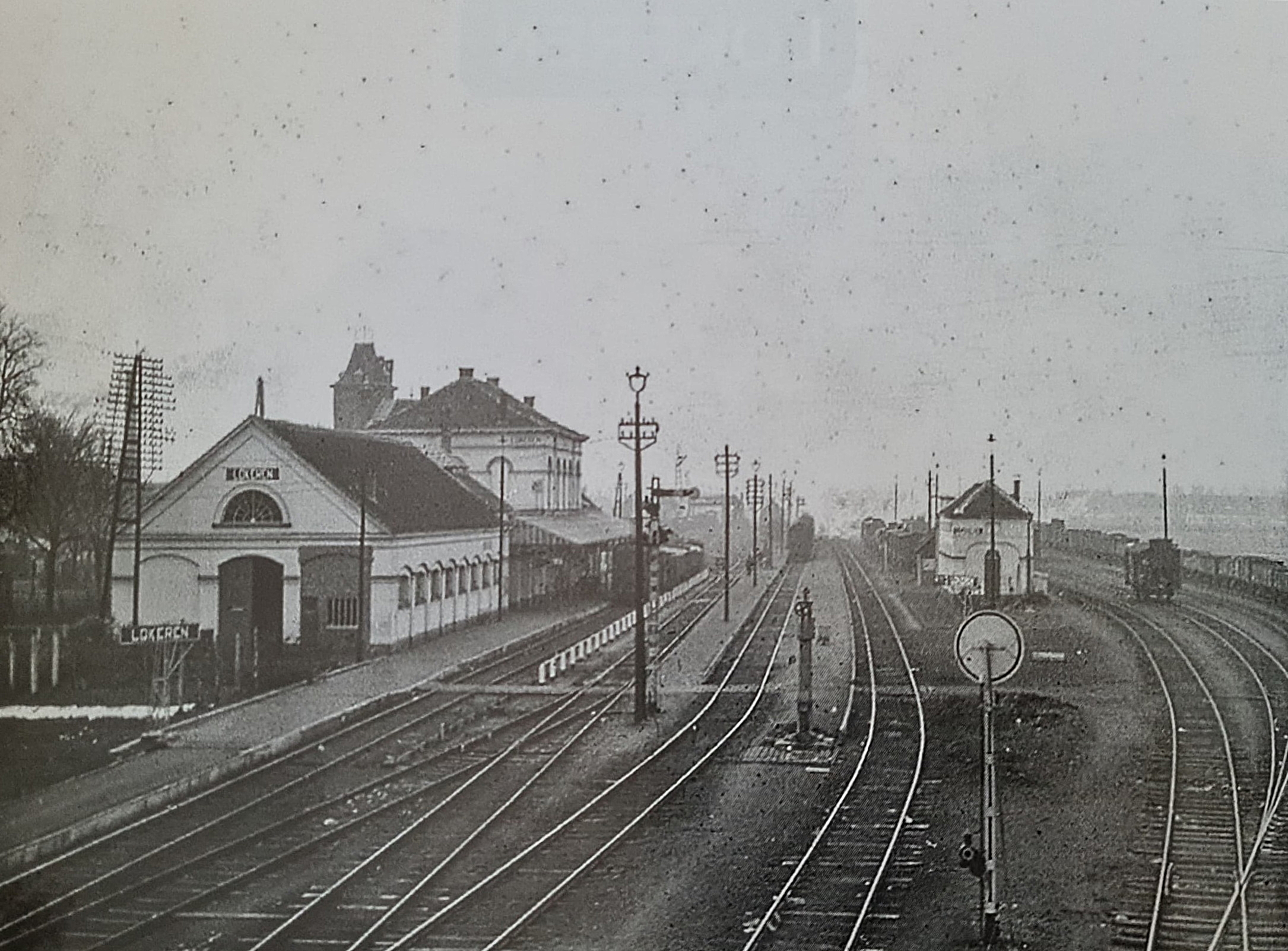
Achterkant van station met rechts een sporenbundel voor het goederenvervoer uit Moerbeke

### 1945 - heden
Tijdens de Tweede Wereldoorlog werd het oude stationsgebouw van het station Lokeren gebombardeerd en dus zwaar beschadigd. Het stationsgebouw werd deels opgeknapt en terug in gebruik genomen tot dat er een definitieve beslissing werd genomen over wat er met het gebouw moest gebeuren. Uiteindelijk werd besloten om het af te breken en een moderner stationsgebouw in de plaats te bouwen. Daarbij kreeg het station ook een vernieuwing van de perrons. De perrons kwamen op 76 centimeter boven het spoor te liggen, wat na de ophoging van het station niet meer het geval was.
Oorspronkelijk lagen de sporen bij het station gelijkvloers en de vlakbij gelegen rivier de Durme werd overgestoken met een beweegbare brug. Bij de elektrificatie van de spoorlijn Antwerpen - Gent in 1973 werden de sporen verhoogd en op een viaduct gelegd. De spoorlijn 57 naar Dendermonde bleef echter gelijkvloers zonder verbinding met hoger gelegen sporen, treinen uit en naar Dendermonde moesten nu terug stoppen in het station Dender & Waas, dat vlak naast het station lag. Bij de elektrificatie en herindienstelling van de spoorlijn naar Dendermonde in 1981 werd ook deze spoorlijn verhoogd en terug aangesloten op de hoofdlijn Gent - Antwerpen (spoorlijn 59).

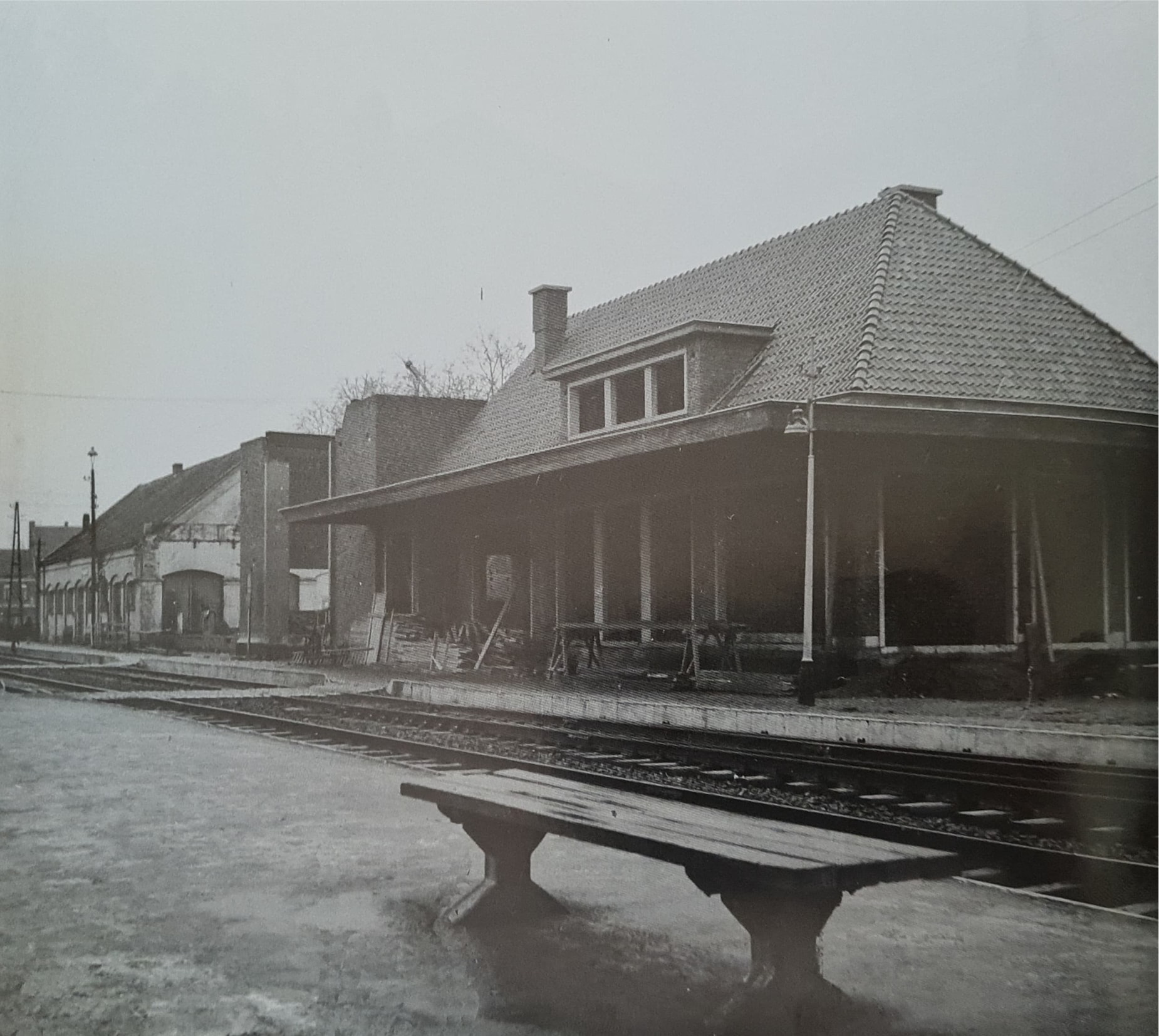
Bouw van het huidige stationsgebouw
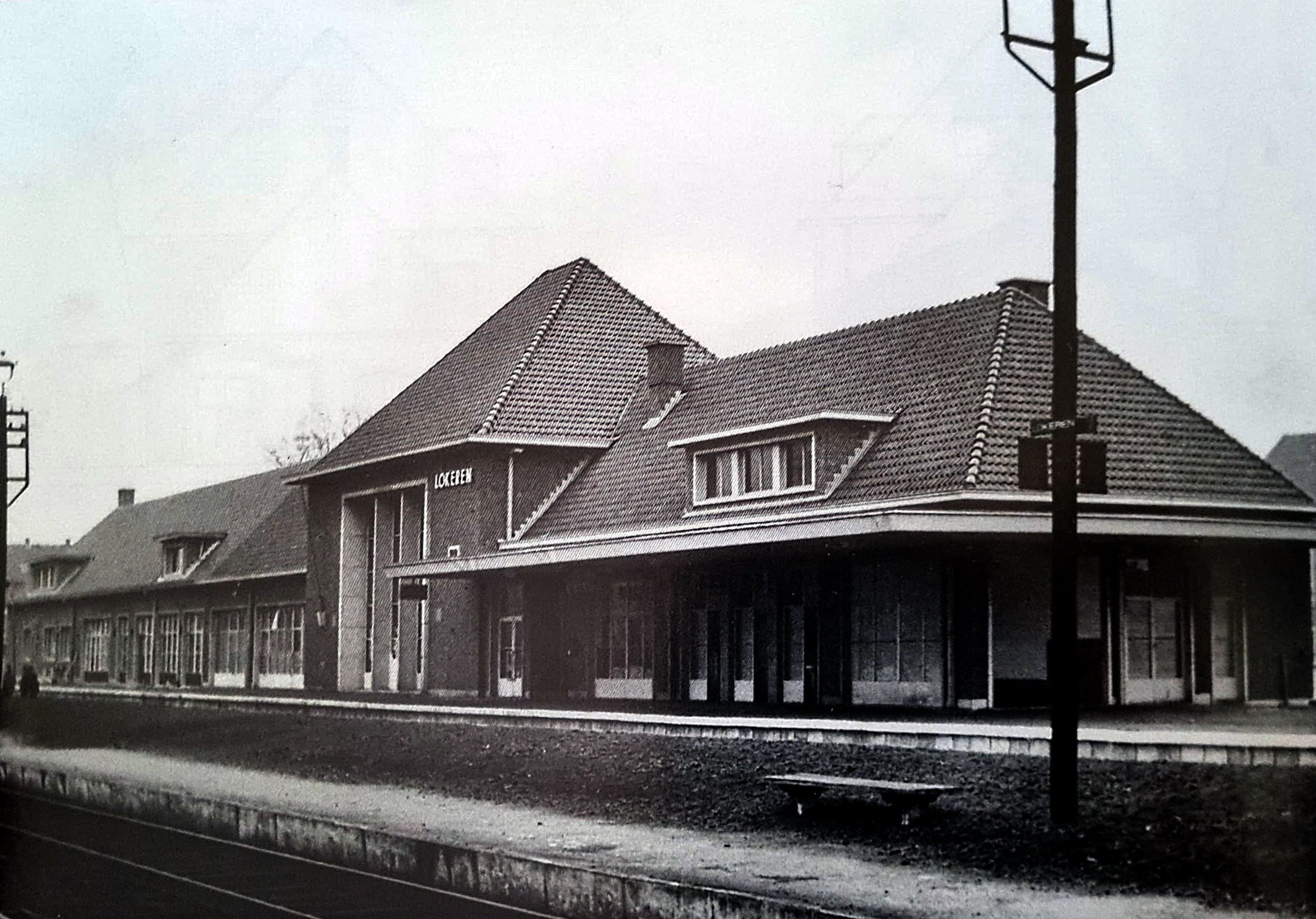
De achterkant van het stationsgebouw (nu uit het zicht door talud)
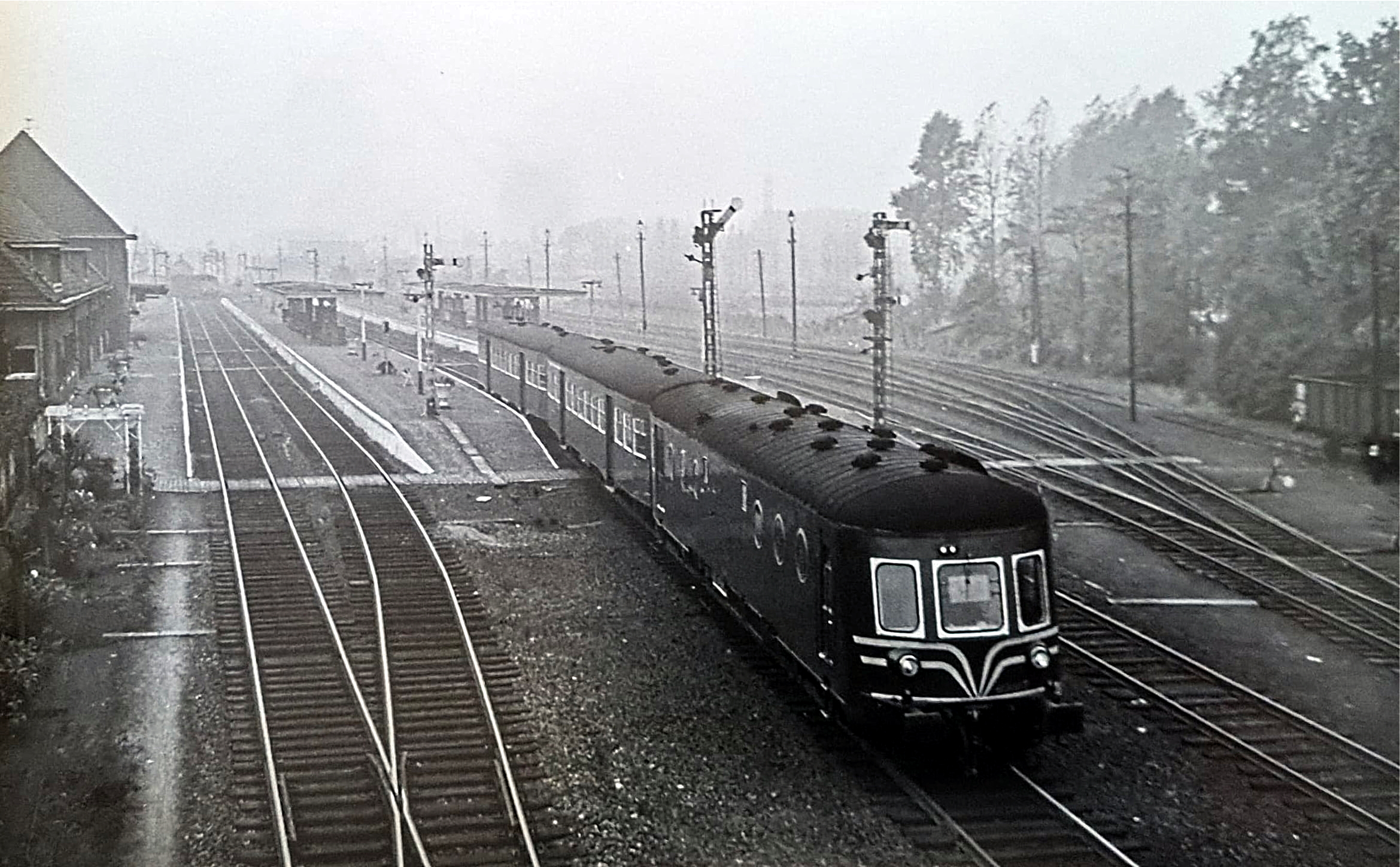
Overzicht perrons na vernieuwing station
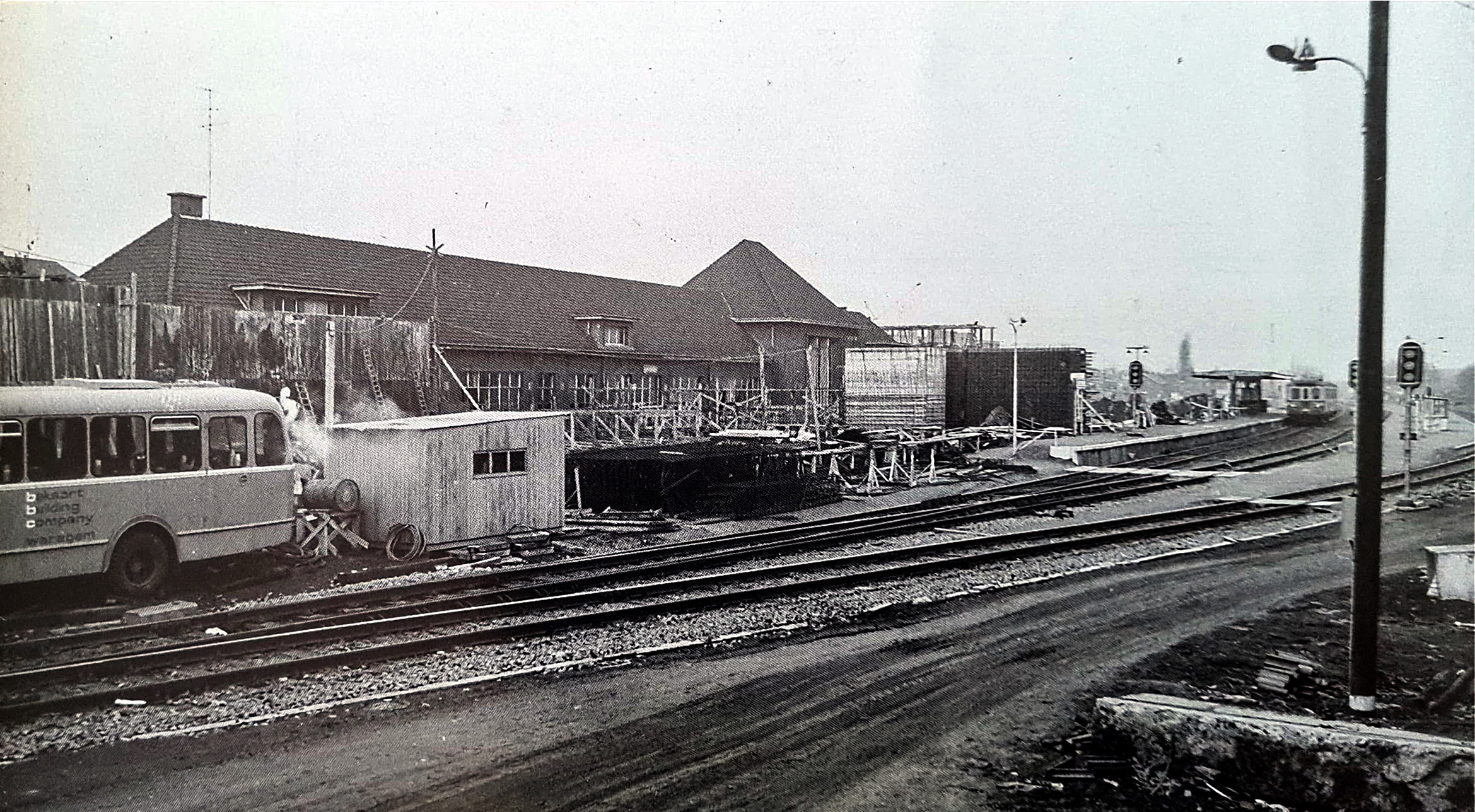
Ophogingswerken van de sporen
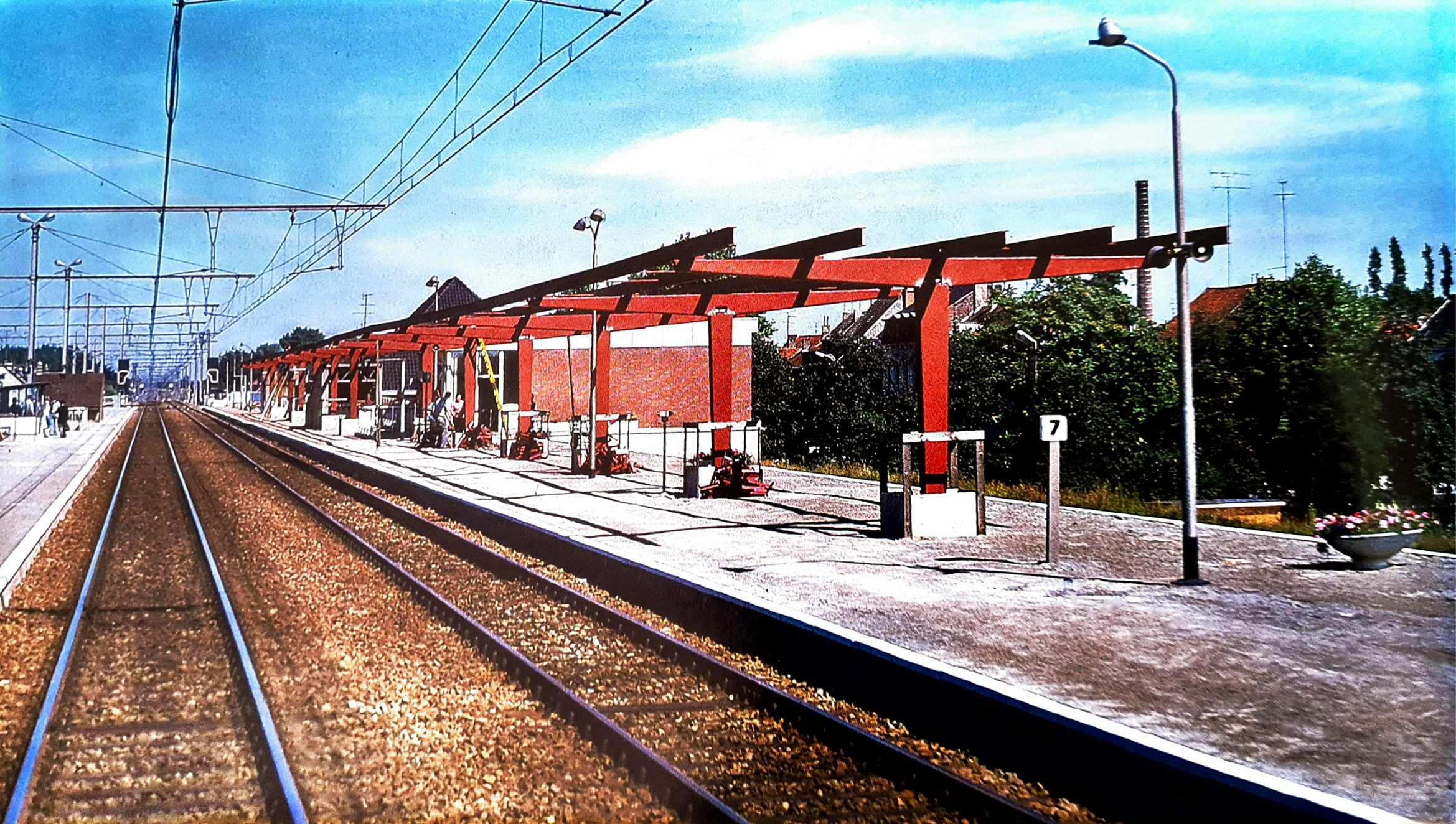
De bouw van overkappingen op het inmiddels verhoogde station

## Stationscomplex

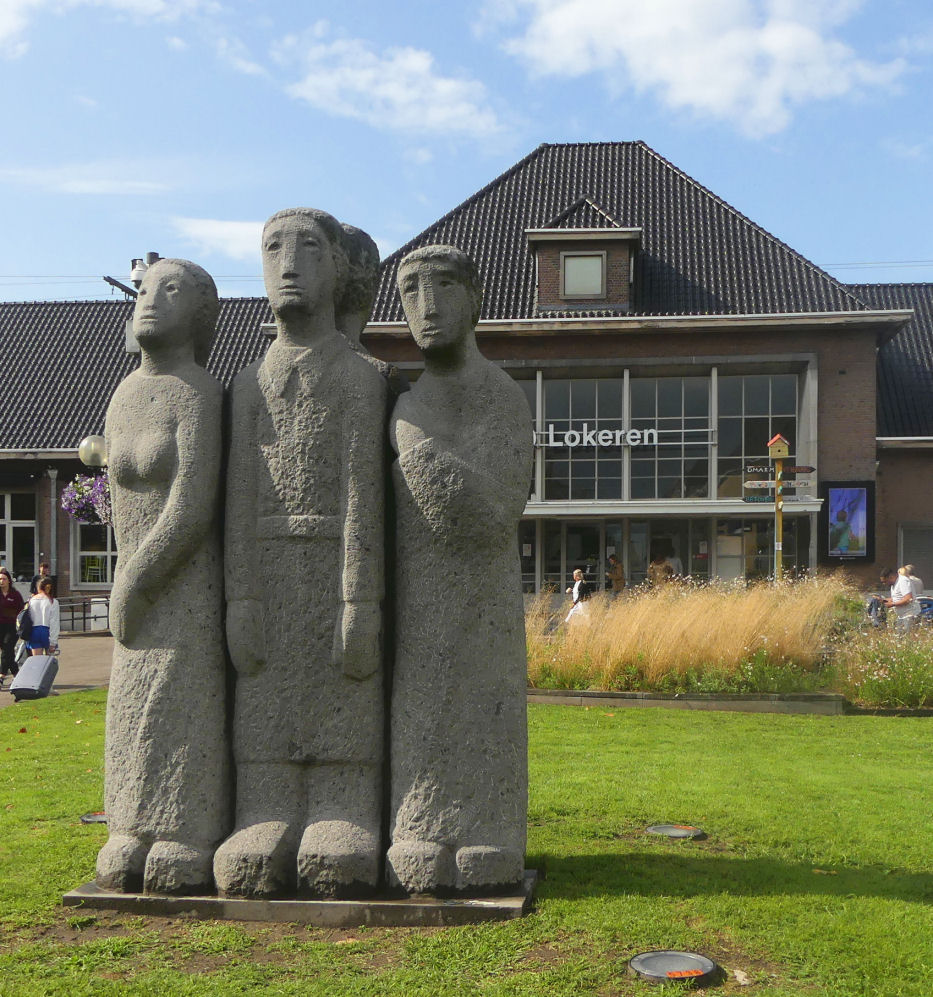
Voorgevel met beeldengroep uit arduin gekapt door Roger Bracke.

Het huidige stationsgebouw bestaat uit één bouwlaag. Het gevelvlak van de lokethal langs straat- en perronzijde worden uitspringend geprojecteerd. De uitspringende vensterpartij in een arduinen lijst geeft de ingang aan. Het bouwwerk dateert van net na de Tweede Wereldoorlog en verving een eerder station dat tijdens die oorlog vernield werd.
De lokethal bevindt zich op de begane grond terwijl de sporen en perrons in de hoogte liggen. Onder de sporen loopt een tunnel (gezien de afmetingen eigenlijk meer een hal) alwaar de perrons bereikt kunnen worden. Naast de reguliere trappen is Lokeren ook uitgerust met roltrappen. Het station beschikt over 5 sporen, hiervan zijn 4 doorgaand (genummerd van 1 tot 4) en 1 doodlopend (een zogenaamd kopspoor, "genummerd" A).
De perronoverkapping lijkt sterk op diegene die men kan terugvinden in Gent-Dampoort en tot voor kort in Sint-Niklaas. Het ene verschil is de kleur waarin het metaal geverfd is; in Lokeren was dat bruin/oranje tot 2015, vanaf 2015 is het metaal grijs geverfd, in Gent-Dampoort is dat blauw-groen en in Sint-Niklaas was dit tot 2012/2013 ook blauw-groen. Ze dateren allen uit dezelfde periode (jaren '70 van 20e eeuw).
Zowel aan de voorzijde als de achterzijde van het station kan men fietsenstallingen terugvinden. Een grote onoverdekte stalling aan de voorkant, en een fietsenstalling aan de achterkant die zeer ruim en overdekt is. Eveneens aan de achterzijde is een ruime parking voorzien (102 plaatsen). Beiden zijn voorzien van uitvoerige camerabewaking. Vroeger was daar het oefenterrein van de brandweer.
Naast het stationsplein ligt de busterminal die 9 perrons bevat. Van hieruit kunnen met streekbussen (of de belbus) alle windstreken bereikt worden.

### Renovatie
Sinds 2017 doen verschillende actiegroepen beroep op de NMBS en het lokale stadsbestuur, om het stationsgebouw en omgeving te renoveren en heraan te leggen. Eén van die actiegroepen, ABLLO genaamd, maakte hierbij ook een spoorwegdossier, dat uiteindelijk voorgesteld werd aan het Lokerse stadsbestuur. De omgeving onder de spoorwegbrug bij de Groendreef is inmiddels al heringericht..
Tussen februari en oktober 2021 werden de roltrappen en liften in het station gerenoveerd. Deze nieuwe transportsystemen werden geïnstalleerd op 76 centimeter boven het spoor, wat ook de toekomstige perronhoogte in het station moet worden.
De bedoeling is dat het station en omgeving uiteindelijk volledig integraal toegankelijk moeten worden.

## Sporen
Station Lokeren heeft vijf sporen: Spoor A, 1, 2, 3 en 4. Het oude spoor 5 is buiten dienst en heeft geen rails meer.

## Galerij

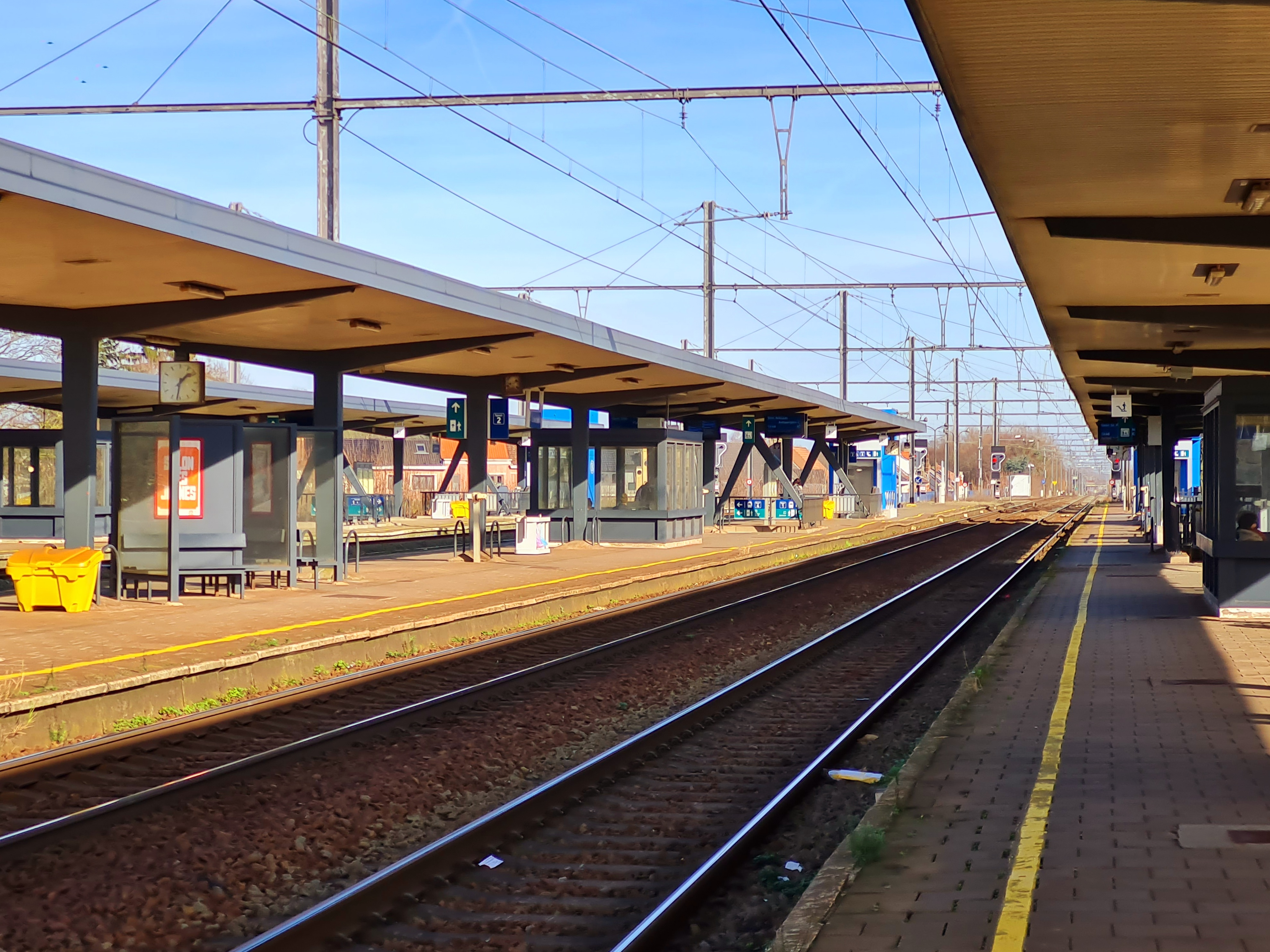
Zicht op perrons station Lokeren
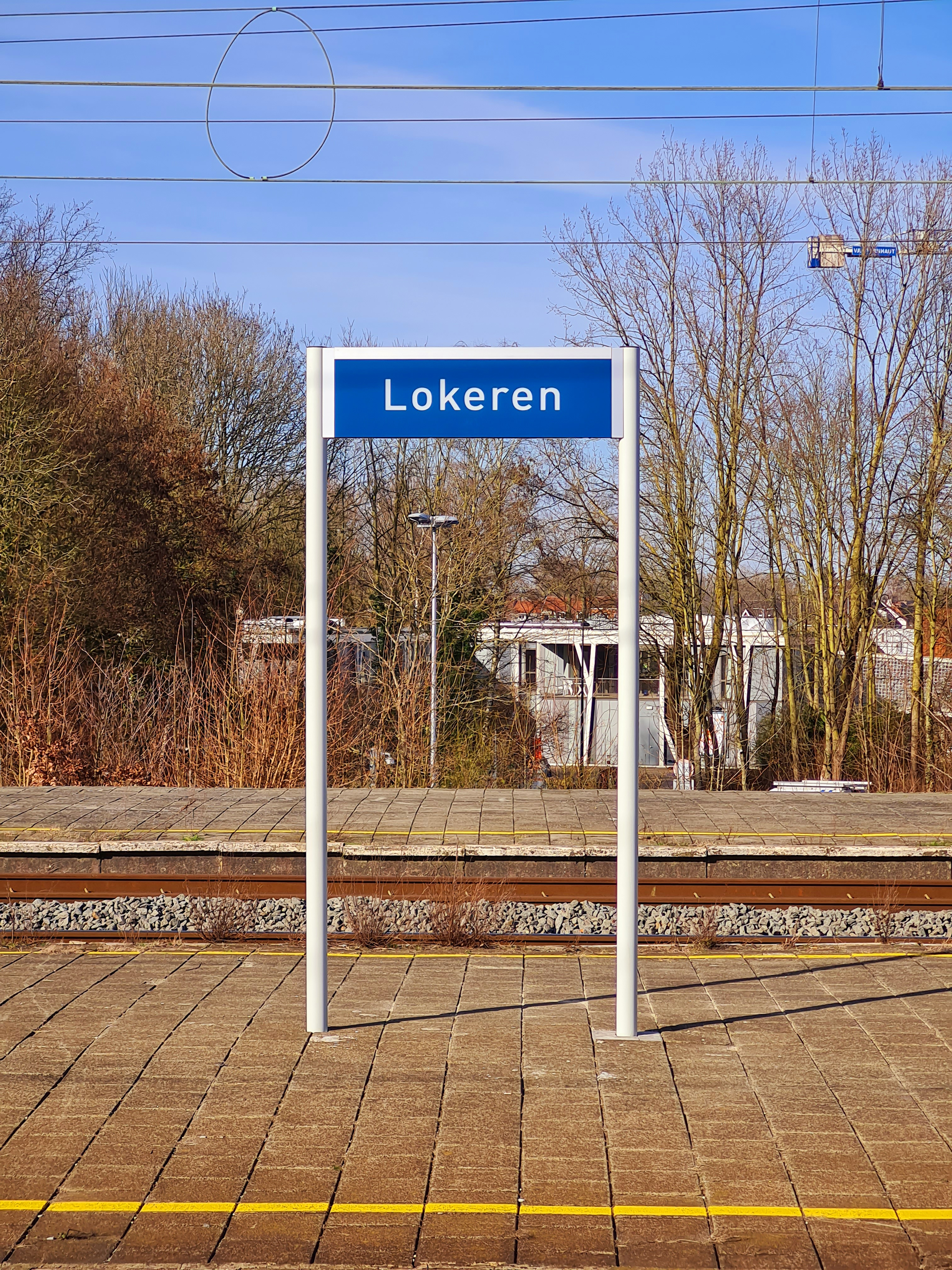
Naambord station Lokeren
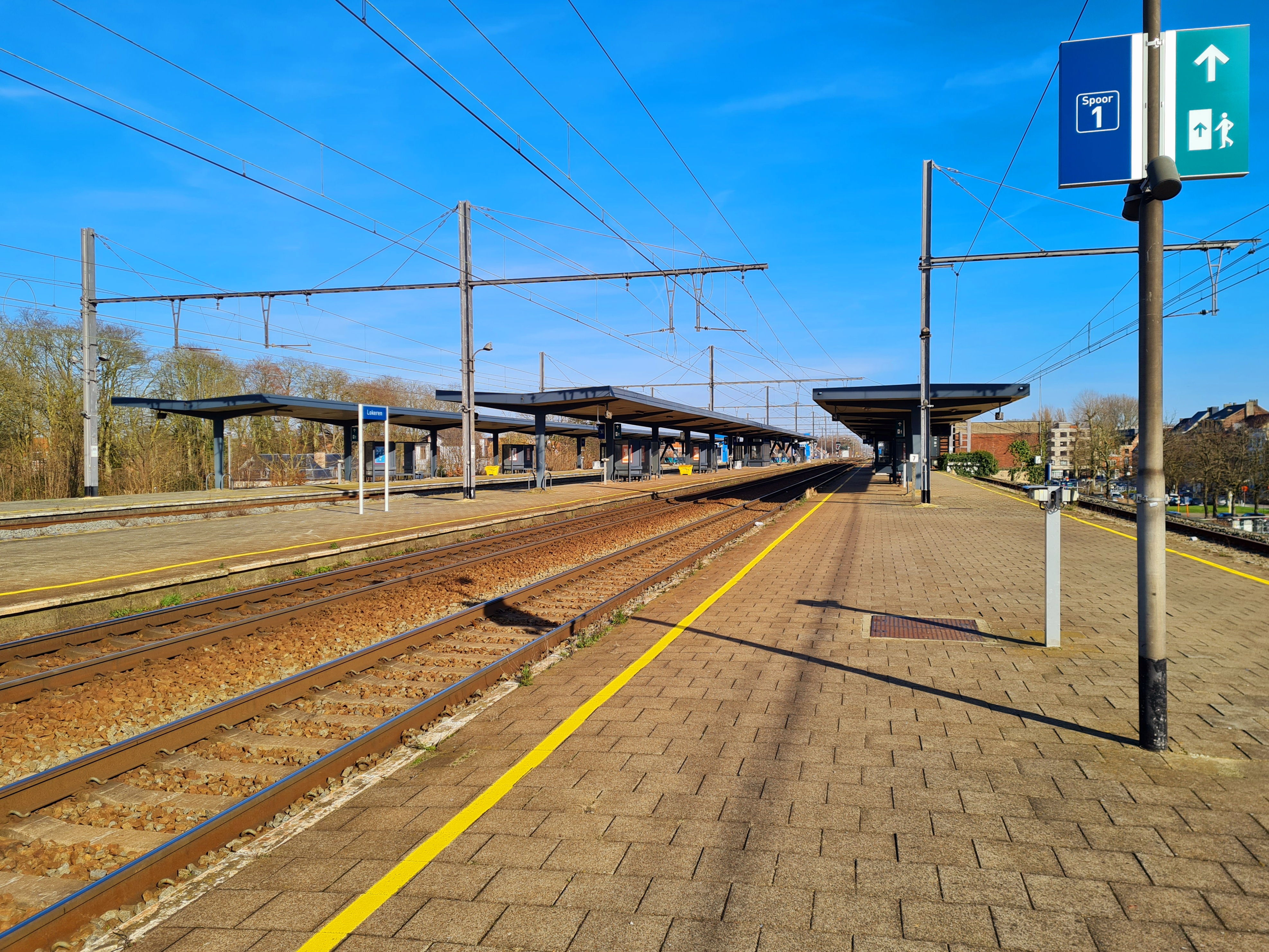
Zicht op alle perrons
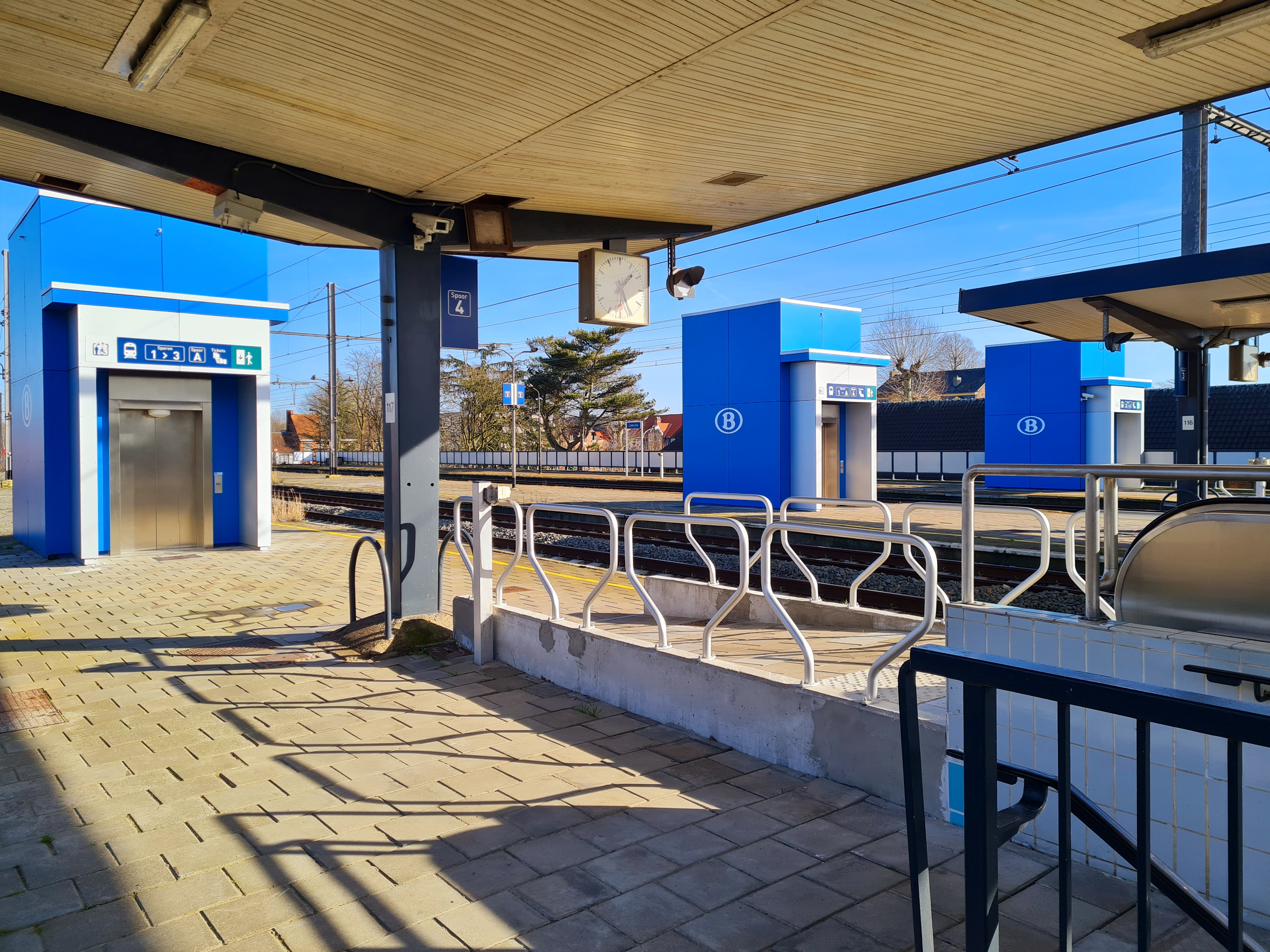
Liften
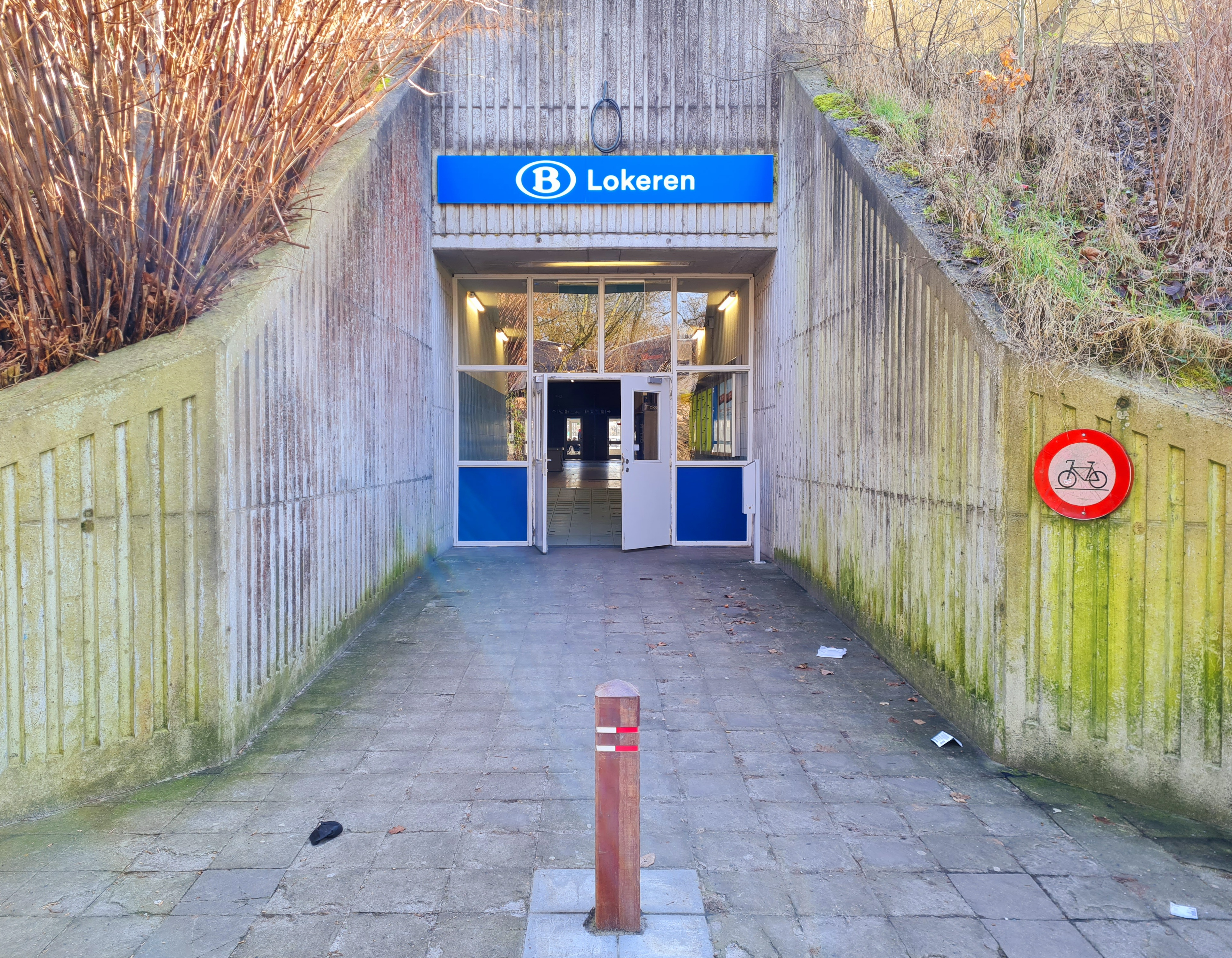
Achteringang
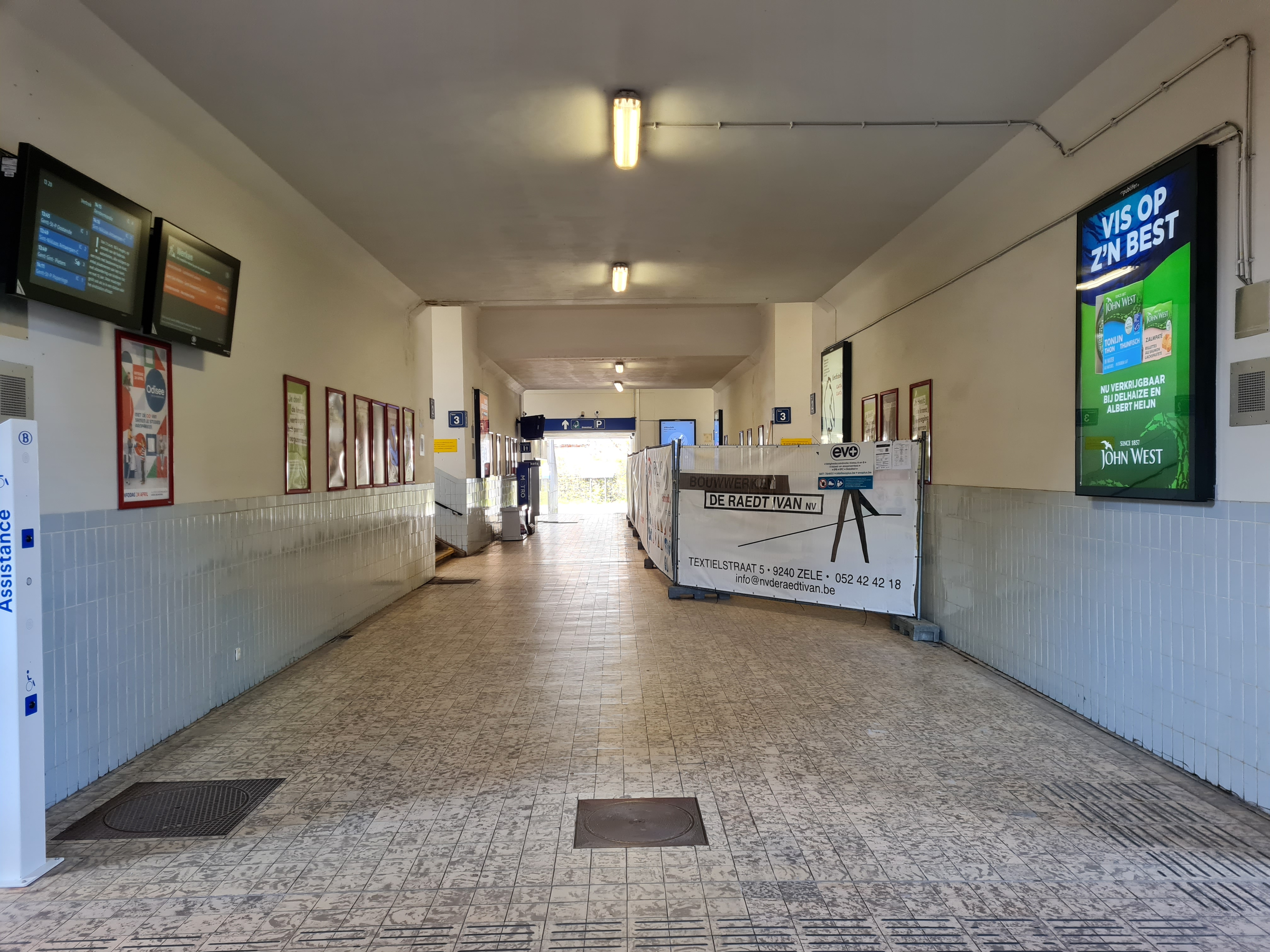
Reizigerstunnel
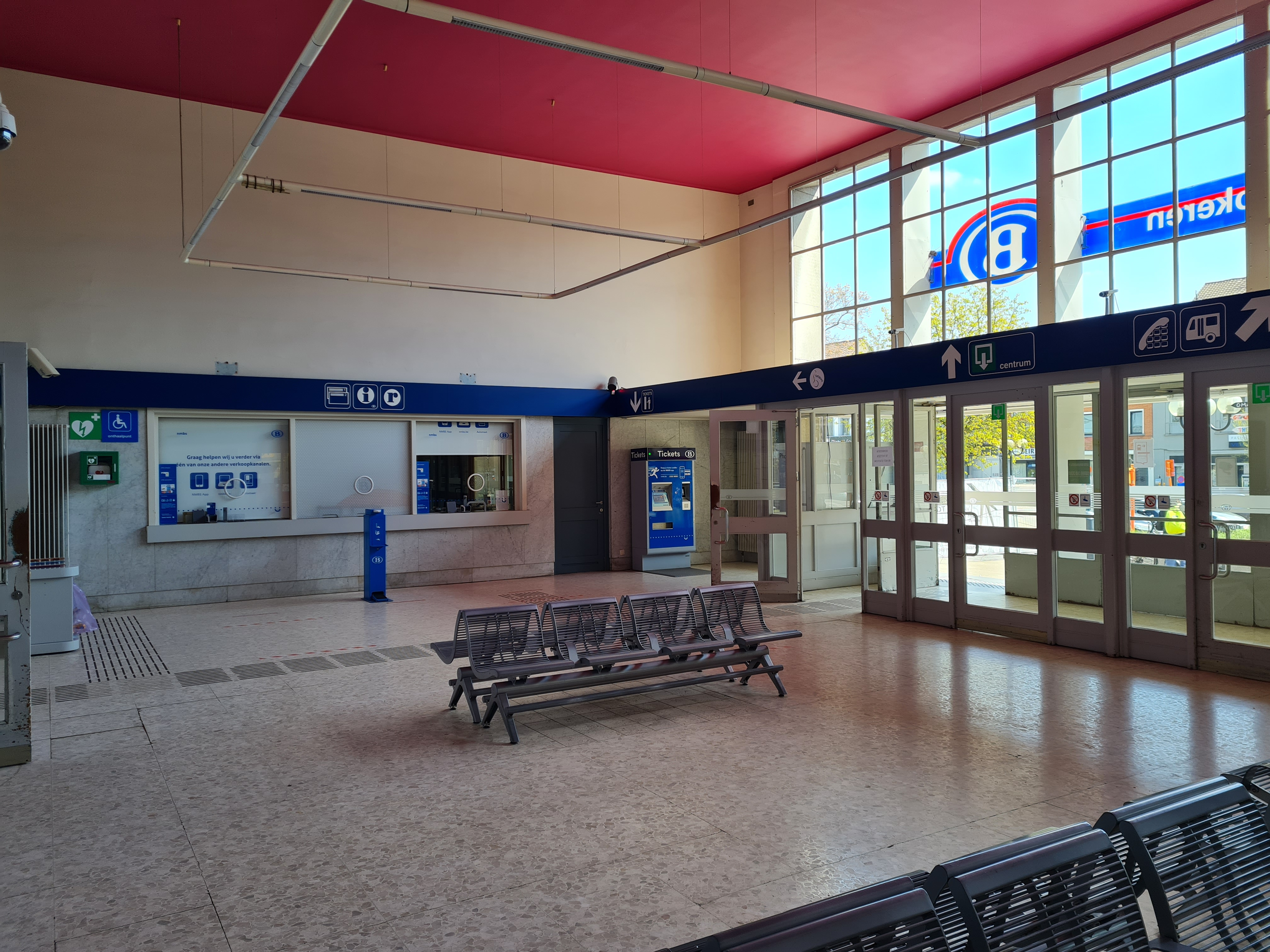
Inkomhal en loketten
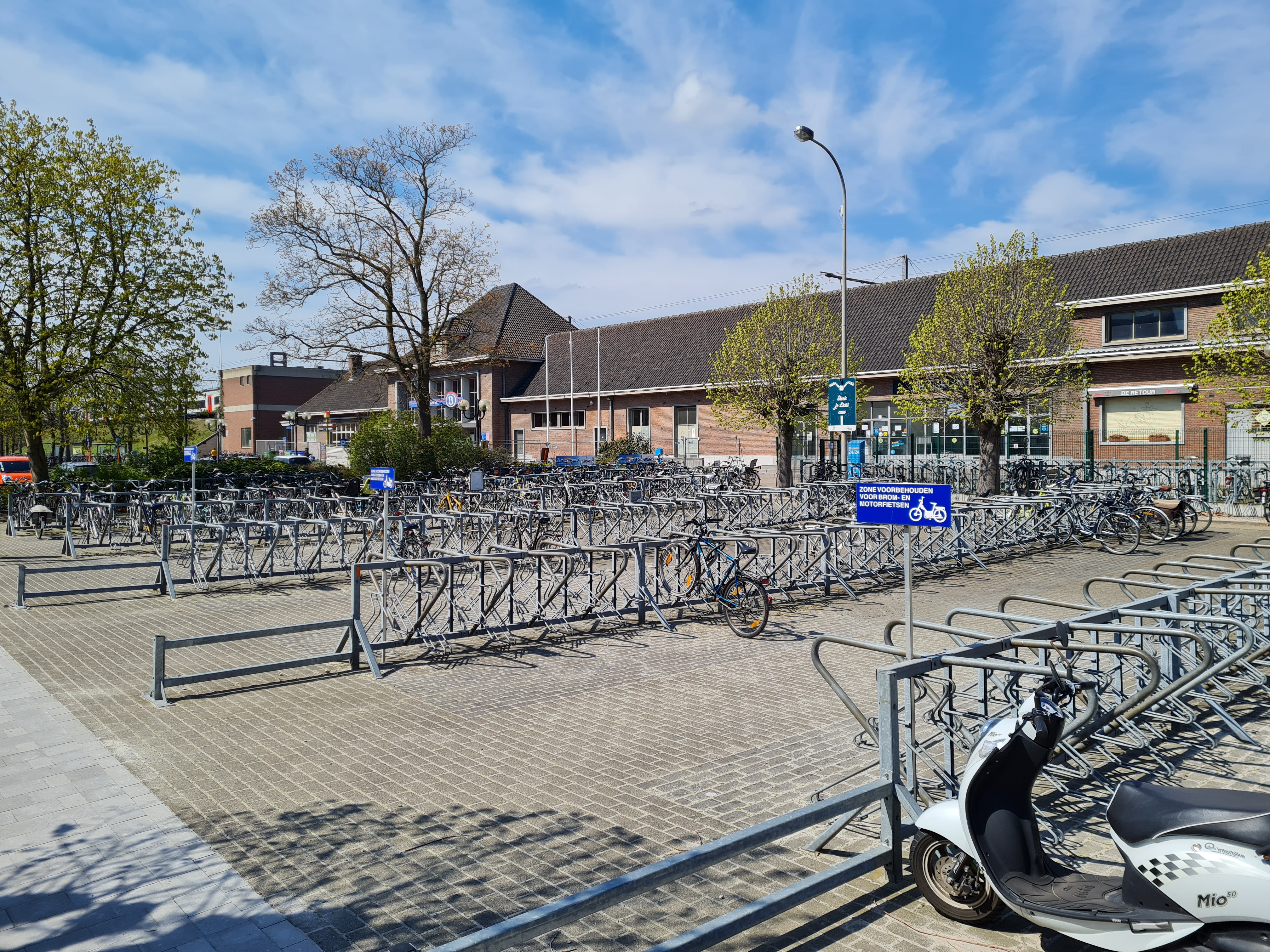
Fietsenstalling (Voorkant)
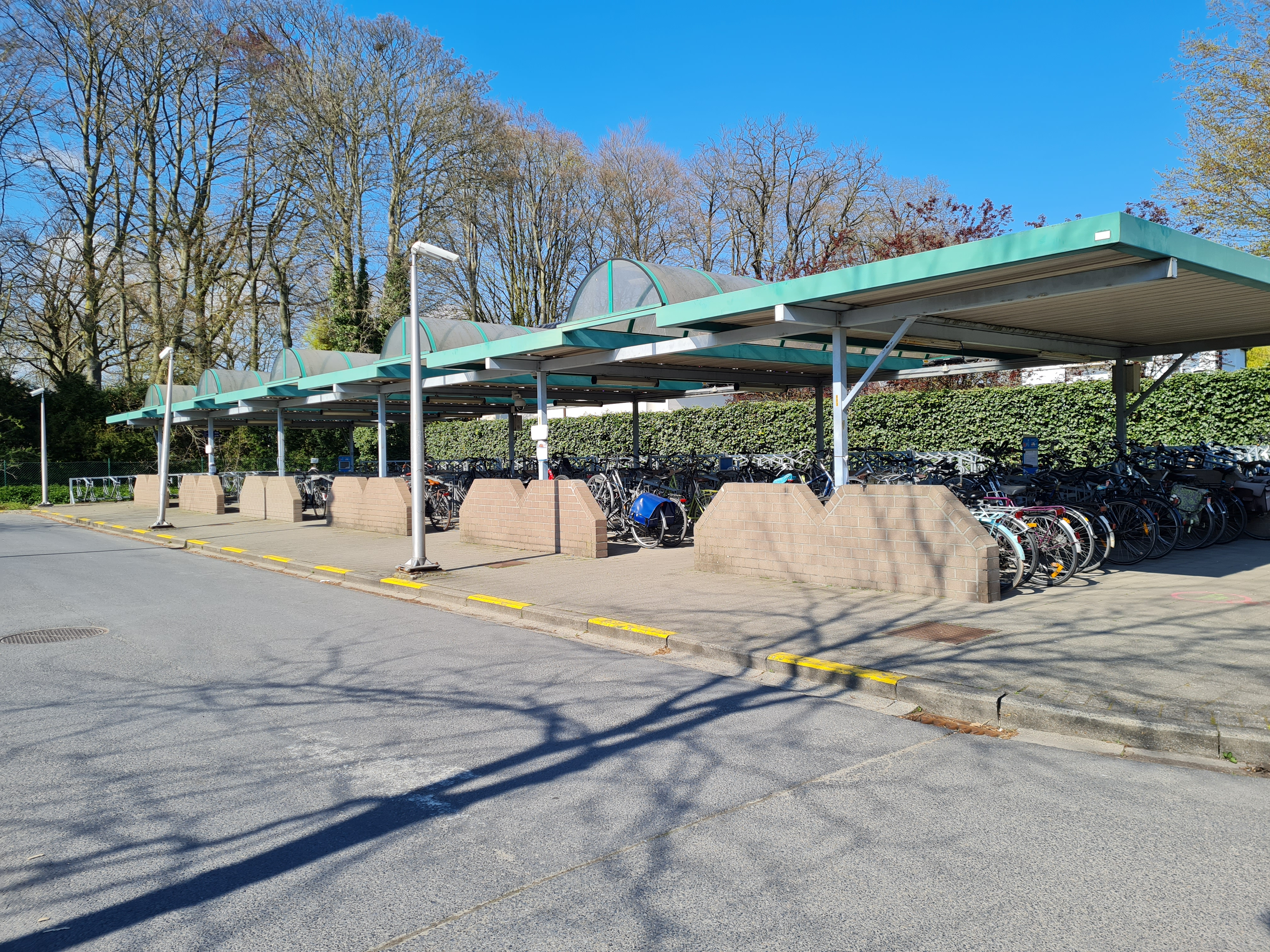
Fietsenstalling (Achterkant)
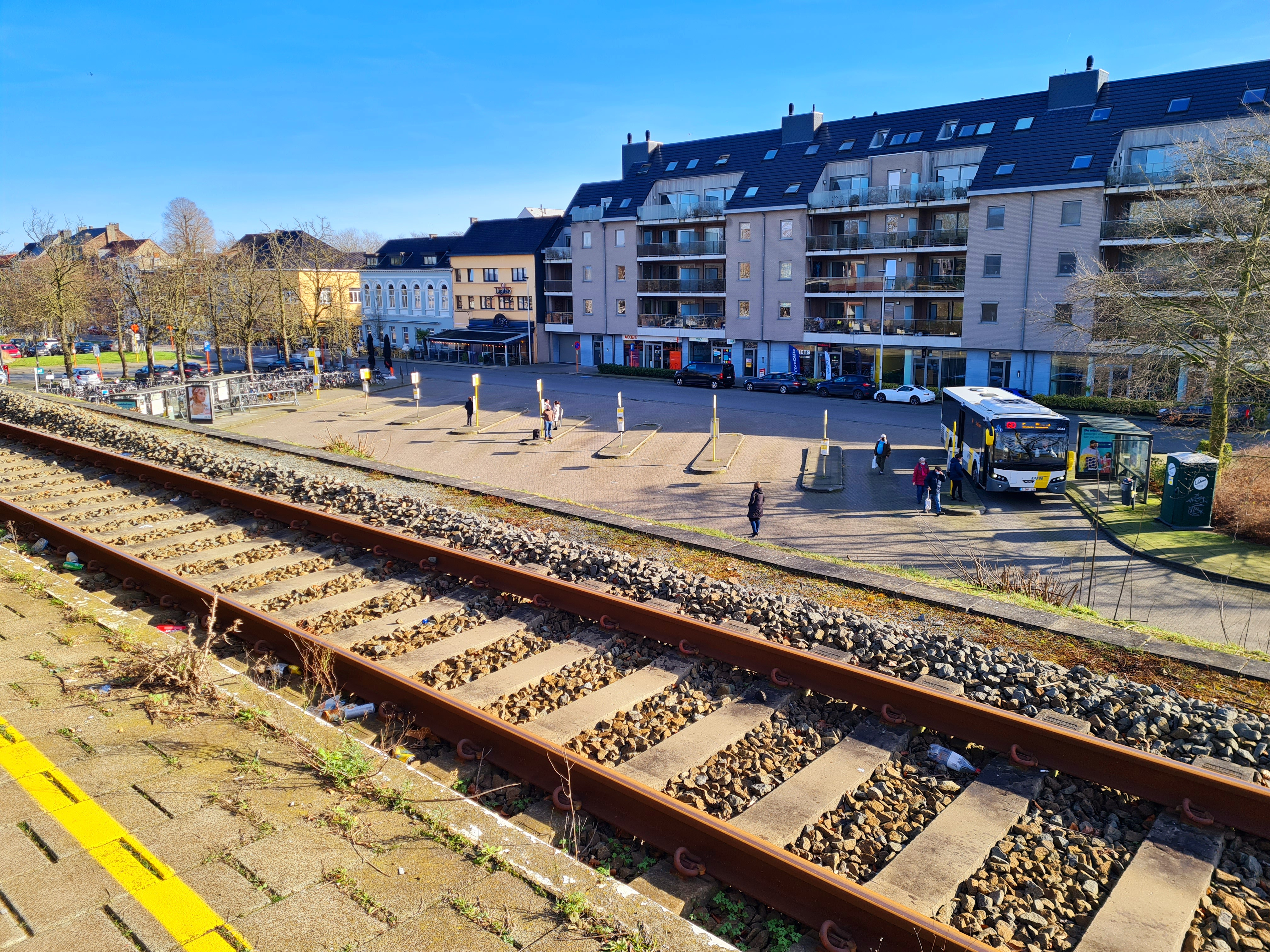
Het busstation aan de voorkant van het station

## Treindienst

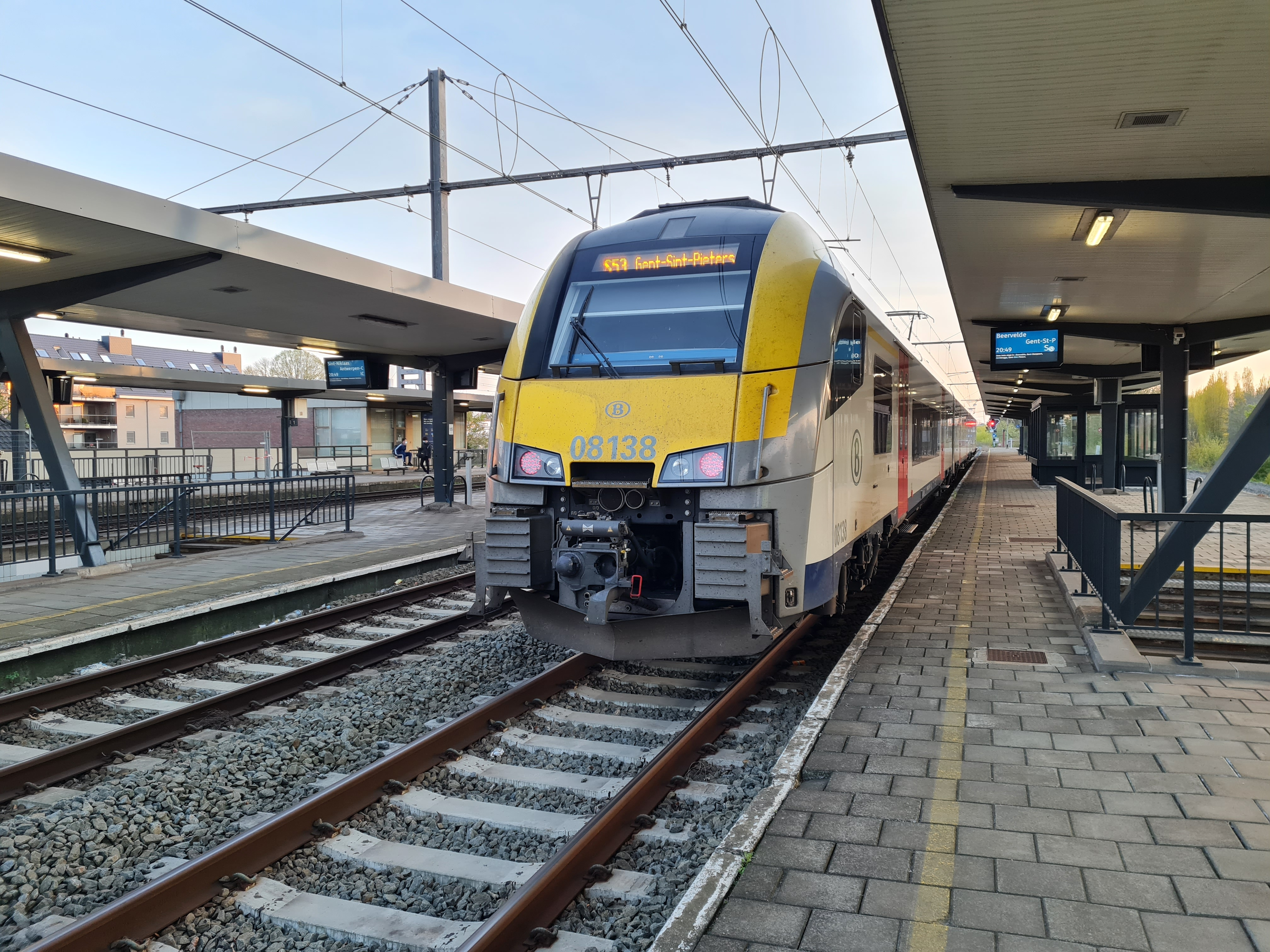
De S53 richting Gent-Sint-Pieters

| Serie           | Treinsoort               | Route                                                                                    | Bijzonderheden |
| --------------- | ------------------------ | ---------------------------------------------------------------------------------------- | --- |
| IC 02           | Intercity (NMBS)         | Oostende – Gent-Sint-Pieters – Lokeren – Antwerpen-Centraal                              | |
| IC 04 IC 19700  | Intercity (NMBS)         | Antwerpen-Centraal – Lokeren – Gent-Sint-Pieters – Kortrijk – Poperinge / Lille-Flandres | Wordt gesplitst in Kortrijk; Kortrijk - Moeskroen - Rijsel is 19700, TER K80 vanaf Tourcoing (f)                            |
| IC 28           | Intercity (NMBS)         | Antwerpen-Centraal – Lokeren – Gent-Sint-Pieters – Lichtervelde – De Panne               | Rijdt niet in het weekend, stopt in juli/augustus tijdens de week in Beervelde                                              |
| S 34            | S-trein Antwerpen (NMBS) | Dendermonde – Lokeren – Sint-Niklaas – Antwerpen-Centraal                                | Rijdt 2×/u tussen Antwerpen - Dendermonde tijdens de week, 1x/u tijdens het weekend en juli/augustus                        |
| S 53            | S-trein Gent (NMBS)      | (Ronse – ) Oudenaarde – Gent-Sint-Pieters – Gent-Dampoort – Lokeren                      | Rijdt niet tijdens de week in juli/augustus, rijdt in de spits tot Ronse, rijdt in het weekend enkel tussen Gent en Lokeren |
| P 7013/8013     | Piekuurtrein (NMBS)      | Sint-Niklaas – Lokeren – Gent-Dampoort – Brussel-Zuid – Schaarbeek                       | Rijdt alleen op werkdagen.                                                                                                  |
| EXP 18122/18135 | Toeristentrein (NMBS)    | Antwerpen-Centraal – Sint-Niklaas – Lokeren – Gent-Sint-Pieters – Brugge – Blankenberge  | Rijdt in juli en augustus, rijdt enkel in het weekend                                                                       |
| EXP 18126/18136 | Toeristentrein (NMBS)    | Antwerpen-Centraal – Sint-Niklaas – Lokeren – Gent-Sint-Pieters – Brugge – Blankenberge  | Rijdt in juli en augustus, rijdt enkel in het weekend                                                                       |

## Reizigerstellingen
De grafiek en tabel geven het gemiddeld aantal instappende reizigers weer op een week-, zater- en zondag.
| Tabel: aantal instappende reizigers station Lokeren | Tabel: aantal instappende reizigers station Lokeren | Tabel: aantal instappende reizigers station Lokeren | Tabel: aantal instappende reizigers station Lokeren |
|                                                     | Weekdag                                             | Zaterdag                                            | Zondag                                              |
| --------------------------------------------------- | --------------------------------------------------- | --------------------------------------------------- | --------------------------------------------------- |
| 1977                                                | 2 068                                               | 633                                                 | 574                                                 |
| 1978                                                | 2 404                                               | 537                                                 | 477                                                 |
| 1979                                                | 2 773                                               | 626                                                 | 592                                                 |
| 1980                                                | 2 607                                               | 703                                                 | 605                                                 |
| 1981                                                | 3 569                                               | 1 107                                               | 1 118                                               |
| 1982                                                | 3 921                                               | 1 127                                               | 959                                                 |
| 1983                                                | 4 100                                               | 1 097                                               | 970                                                 |
| 1984                                                | 4 056                                               | 1 066                                               | 970                                                 |
| 1985                                                | 4 246                                               | 1 166                                               | 1 218                                               |
| 1986                                                | 4 030                                               | 1 157                                               | 1 011                                               |
| 1987                                                | 4 073                                               | 1 160                                               | 1 168                                               |
| 1988                                                | 3 499                                               | 1 038                                               | 919                                                 |
| 1989                                                | 3 715                                               | 958                                                 | 873                                                 |
| 1990                                                | 3 395                                               | 943                                                 | 803                                                 |
| 1991                                                | 3 415                                               | 993                                                 | 1 156                                               |
| 1992                                                | 3 311                                               | 1 150                                               | 978                                                 |
| 1993                                                | 3 433                                               | 1 205                                               | 1 018                                               |
| 1994                                                | 3 442                                               | 1 118                                               | 990                                                 |
| 1995                                                | 3 427                                               | 994                                                 | 966                                                 |
| 1996                                                | 3 536                                               | 972                                                 | 1 003                                               |
| 1997                                                | 3 722                                               | 1 196                                               | 1 191                                               |
| 1998                                                | 3 567                                               | 1 185                                               | 975                                                 |
| 1999                                                | 3 549                                               | 1 861                                               | 1 562                                               |
| 2000                                                | 3 770                                               | 1 544                                               | 1 174                                               |
| 2001                                                | 3 519                                               | 1 139                                               | 1 090                                               |
| 2002                                                | 3 666                                               | 1 350                                               | 1 338                                               |
| 2003                                                | 4 434                                               | 1 501                                               | 1 245                                               |
| 2004                                                | 4 370                                               | 1 526                                               | 1 142                                               |
| 2005                                                | 4 847                                               | 1 643                                               | 1 765                                               |
| 2006                                                | 4 083                                               | 1 596                                               | 1 263                                               |
| 2007                                                | 5 120                                               | 2 285                                               | 2 054                                               |
| 2008                                                | -                                                   | -                                                   | -                                                   |
| 2009                                                | 5 039                                               | 2 192                                               | 2 008                                               |
| 2010                                                | -                                                   | -                                                   | -                                                   |
| 2011                                                | -                                                   | -                                                   | -                                                   |
| 2012                                                | 4 917                                               | 1 774                                               | 1 619                                               |
| 2013                                                | 4 934                                               | 1 849                                               | 1 395                                               |
| 2014                                                | 4 693                                               | 1 904                                               | 1 822                                               |
| 2015                                                | 4 597                                               | 2 070                                               | 1 803                                               |
| 2016                                                | 4 197                                               | 1 631                                               | 1 629                                               |
| 2017                                                | 4 587                                               | 2 134                                               | 1 950                                               |
| 2018                                                | 5 302                                               | 2 396                                               | 1 902                                               |
| 2019                                                | 5 249                                               | 2 318                                               | 1 381                                               |
| 2020                                                | 3 281                                               | 1 237                                               | 1 142                                               |
| 2021                                                | -                                                   | -                                                   | -                                                   |
| 2022                                                | 4 512                                               | 4 312                                               | 2 205                                               |
| 2023                                                | 3 897                                               | 2 200                                               | 2 167                                               |
| 2024                                                | 4 945                                               | 2 231                                               | 2 129                                               |

Bokselaar · Daknam · Dender & Waas · Eksaarde · Lokeren · Lokeren-Oost · Staakte · Zeveneken
0,0: Aalst ·
2,5: Hofstade ·
5,5: Gijzegem ·
9,7: Oudegem ·
12,3: Dendermonde ·
15,0: Grembergen ·
18,4: Huivelde ·
20,7: Zele ·
24,0: Bokselaar ·
26,9: Dender & Waas ·
27,0: Lokeren
0,0: Antwerpen-Berchem ·
4,0: Antwerpen-Zuid ·
7,0: Antwerpen-Linkeroever ·
9,1: Zwijndrecht ·
10,1: Zwijndrecht-Fort ·
12,1: Melsele ·
14,0: Beveren ·
15,1: Haasdonk ·
18,5: Westakkers ·
19,5: Nieuwkerken-Waas ·
22,7: Sint-Niklaas ·
25,3: Sint-Niklaas-West ·
26,2: Valk ·
27,1: Belsele ·
28,7: Sinaai ·
32,0: Heiken ·
35,7: Lokeren ·
38,4: Staakte ·
41,5: Zeveneken ·
43,6: Beervelde ·
46,8: Lochristi ·
49,5: Destelbergen ·
51,2: Westveld ·
53,0: Oostakker ·
?: Gent-Waas ·
55,8: Gent-Dampoort
0,0: Lokeren ·
2,5: Daknam ·
5,4: Eksaarde ·
9,0: Moerbeke-Waas